# Faye et Ray Copeland
Pour le trompettiste de jazz, voir Ray Copeland.
Pour le producteur de cinéma, voir Ray Copeland (producteur).
Faye Copeland (1921–2003) et son mari Ray Copeland (1914-1993) furent condamnés pour avoir tué cinq saisonniers. Ils furent également soupçonnés dans la disparition d’au moins sept autres personnes dont les corps ne furent pas retrouvés. Ils devinrent le couple le plus âgé à être condamnés à mort aux États-Unis – Faye avait 69 ans et Ray était âgé de 75 ans lorsqu’ils furent condamnés. Faye était la femme la plus âgée à être condamnée à mort, jusqu’à ce que sa sentence fût commuée à la prison à vie en 1999.

## Description
Avant cette affaire de meurtres en série, Ray Copeland avait déjà un long passé criminel, allant du petit au grand vol. Il fut condamné à plusieurs reprises pour avoir fait de faux chèques. Les Copeland furent appréhendés et accusés de meurtre après qu’un pêcheur eut aperçu des restes humains dans leur propriété. D’après l’enquête, Ray Copeland engageait des saisonniers, les payait avec de faux chèques faits par lui-même, puis les tuait lorsqu’il ne pouvait plus en tirer profit. Il les exécutait avec une seule balle tirée derrière la tête. Il n’a jamais été déterminé clairement si Faye Copeland était consciente des actes de son mari. Les avocats de Faye Copeland plaidèrent qu’elle souffrait du syndrome de la femme battue.
Le 1er novembre 1990 s’ouvrit le procès de Faye Copeland, alors âgée de 69 ans. Selon des articles du Saint Louis Post-Dispatch, Faye plaida qu’elle ignorait tout des agissements criminels de son mari. Bien qu'il fût reconnu que, durant sa vie commune avec Ray, Faye dut subir nombre d’abus de la part de ce dernier, le jury la condamna sous quatre chefs d’accusation de meurtre et un d’homicide involontaire. Faye avait écrit une liste de noms qui comprenait ceux des hommes morts et ceux des sept personnes disparues demeurant toujours introuvables. À côté de tous les noms, figurait un X. Lorsque la sentence de mort par injection mortelle lui fut signifiée, Faye sanglota de façon incontrôlée. Lorsque Ray Copeland apprit le verdict pour sa femme, sa réponse fut « eh bien, ce genre de choses arrive à quelques-uns d’entre nous vous savez ». Il ne demanda plus jamais de nouvelles de sa femme.
Selon la rumeur, Ray Copeland aurait été un enfant gâté, exigeant souvent toutes sortes de choses qu’on s’empressait de lui procurer, et ce malgré la pauvreté de sa famille. Il n’était pas aimé de ses voisins qui croyaient qu’il battait Faye et leurs quatre enfants.
Le 10 août 2002, Faye Copeland eut un arrêt cardiaque qui la laissa partiellement paralysée et incapable de parler. Quelques semaines plus tard, en septembre 2002, le gouverneur Holden libéra Faye sur parole pour raison médicale, accomplissant là son seul souhait qui était de ne pas mourir en prison. Elle fut alors envoyée dans une maison de soins dans sa ville natale. L’année suivante, le 30 décembre 2003, Faye Della Copeland, alors âgée de 82 ans, décéda au centre Morningside à Chillicothe au Missouri, de causes naturelles comme le décrivit le coroner du comté de Livingston.
Elle laissa derrière elle cinq enfants, dix-sept petits-enfants et, au dernier compte, 25 arrière-petits-enfants.
Ray Copeland mourut de causes naturelles alors qu’il attendait son exécution.

## Dans d’autres médias
Leur histoire fut transposée dans une bande-dessinée, Family Bones, à caractère fictif, écrit par le neveu de Faye Copeland, Shawn Granger. L'affaire est également évoquée dans un numéro de la série documentaire américaine Forensic Files intitulé Killer's 'Cattle' Logs (adaptation en français : Les Enquêtes impossibles, « Journal d'un cow-boy »).